# Odila Maréchal-Van den Berghe
Pour les articles homonymes, voir Maréchal et Van den Bergh.
Odila Van den Berghe ou Vandenberghe, épouse Josse Maréchal, ayant comme pseudonyme artistique Tila Berg, née le 4 novembre 1881 à Steenhuize-Wijnhuize et morte le 18 février 1956 à Eeklo, est une femme politique nationaliste flamande.
Vandenberghe fut présidente nationale du VNV (section féminine) de 1940 à 1944. Elle fut élue conseillère communale frontiste de Bruges (1921-1926), conseillère provinciale de la province de Flandre-Occidentale (1925-1936) et sénatrice cooptée (1936-1939).
Elle fut condamnée à mort par contumace pour collaboration.

## Sources
- Bio sur ODIS